# Церква Вознесіння Господнього (Сусат)
Церква Вознесіння Господнього (рос. Церковь Вознесения Господня) — православний храм на хуторі Сусат, Семикаракорський район, Ростовська область, Росія. Відноситься до Семикаракорського благочиння Волгодонської та Сальскої єпархії. Побудована в 1914 році в неоросійському стилі.

## Історія
Відомо, що до Церкви Вознесіння Господнього в поселенні було два храми: дерев'яна Церква Вознесіння Господнього, збудована в 1863 році, і друга, зведена в 1891 році на її місці. Коли з часом занепала і вона, було вирішено спорудити новий храм, цього разу з каменю. Церква Вознесіння Господнього на хуторі Сусат була закладена в 1906 році, її будівництво тривало аж до 1914 року.
Два бокові вівтарі церкви були освячені на честь Казанської ікони Божої Матері і Воздвиження хреста Господнього. У 1929 році церква була закрита, її приміщення використовувалися для хутірського клубу, а потім для зерносховища і складу торгового пункту.
У 1989 році храм повернули Російській православній церкві, і вже в наступному році в ньому знову була проведена літургія. Незабаром будівлю відремонтували і відновили її внутрішнє оздоблення.

## Архітектура
Церква побудована в неоросійському стилі. Будівля в плані хрестоподібна, до неї примикає триярусна дзвіниця. Дах чотирисхилий, є невеликі вітражні вікна. На подвір'ї розбитий квітник.
Перед будівлею церкви знаходиться меморіал, присвячений пам'яті жителів хутора, загиблих у роки німецько-радянської війни